# Martinsburg (Ohio)
Martinsburg és una població dels Estats Units a l'estat d'Ohio. Segons el cens del 2000 tenia 185 habitants.

## Demografia
Segons el cens del 2000, Martinsburg tenia 185 habitants, 76 habitatges, i 56 famílies. La densitat de població era de 396,8 habitants per km².
Dels 76 habitatges en un 30,3% hi vivien nens de menys de 18 anys, en un 52,6% hi vivien parelles casades, en un 10,5% dones solteres, i en un 26,3% no eren unitats familiars. En el 23,7% dels habitatges hi vivien persones soles el 10,5% de les quals corresponia a persones de 65 anys o més que vivien soles. El nombre mitjà de persones vivint en cada habitatge era de 2,43 i el nombre mitjà de persones que vivien en cada família era de 2,86.
Per edats la població es repartia de la següent manera: un 25,9% tenia menys de 18 anys, un 8,6% entre 18 i 24, un 24,3% entre 25 i 44, un 24,3% de 45 a 60 i un 16,8% 65 anys o més.
L'edat mediana era de 38 anys. Per cada 100 dones de 18 o més anys hi havia 87,7 homes.
La renda mediana per habitatge era de 35.625 $ i la renda mediana per família de 34.750 $. Els homes tenien una renda mediana de 30.833 $ mentre que les dones 20.250 $. La renda per capita de la població era de 13.375 $. Aproximadament el 21,6% de les famílies i el 14% de la població estaven per davall del llindar de pobresa.

## Poblacions més properes
El següent diagrama mostra les poblacions més properes.